# Stapelia gigantea
Stapelia gigantea è una pianta appartenente alla famiglia delle Apocynaceae. La specie è originaria delle regioni desertiche del Sud Africa fino alla Tanzania.

## Descrizione

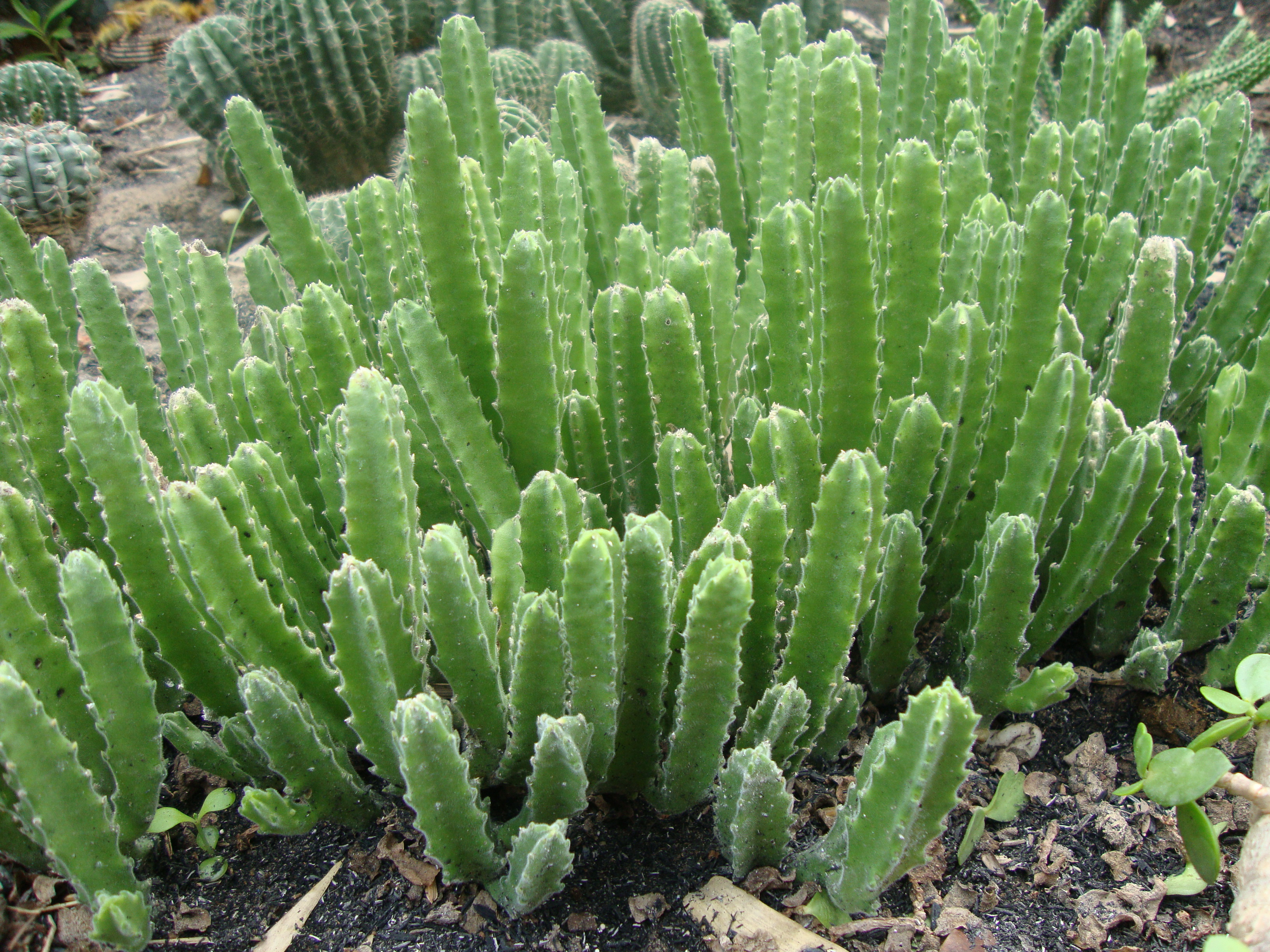
Fusti di S. gigantea

S. gigantea cresce fino a 20 centimetri in altezza ed è una pianta succulenta che forma gruppi di steli verdi eretti di circa 3 cm di spessore. I fiori sono grandi (fino a 25 centimetri di diametro) a forma di stella con cinque petali. I fiori sono rossi e gialli, rugosi, dalla consistenza setosa e bordati di peli, che possono essere lunghi fino a 8 mm. La loro fioritura avviene in autunno, quando le ore di luce si accorciano.
I fiori hanno l'odore della carne in putrefazione, per attirare le mosche che li impollinano. I composti odorosi responsabili dell'odore includono diammine (putrescina e cadaverina), composti di zolfo e varie molecole fenoliche. A causa del cattivo odore dei suoi fiori, S. gigantea può agire come un soppressore dell'appetito negli esseri umani.
Sono state proposte diverse spiegazioni per le dimensioni dei fiori di S. gigantea . In primo luogo, è possibile che siano grandi per attrarre le mosche che le impollinano. Le grandi dimensioni e il colore dei fiori, uniti all'odore di putrefazione, possono far sì che le mosche si comportino come se si trattasse di una carcassa morta e siano più propense a visitarla.

## Coltivazione
Poiché non tollera temperature inferiori 10 °C per lunghi periodi, questa pianta deve essere coltivata in serra nelle zone temperate.

## Ecologia
S. gigantea può diventare una pianta invasiva quando viene introdotta in ambienti aridi e semi-aridi, sebbene sia stato scoperto che la specie facilita il reclutamento di taxa nativi che richiedono un microhabitat adatto creato da un'altra pianta per la germinazione, la crescita e/o una sopravvivenza dall'erbivoria.